# بلومنتال (شلسویگ-هولشتاین)
بلومنتال (به آلمانی: Blumenthal) یک شهر در آلمان است که در رندسبورگ-اکرنفورده واقع شده‌است. بلومنتال ۶۷۵ نفر جمعیت دارد.